# Kein Platz für wilde Tiere (Film)
Kein Platz für wilde Tiere ist eine deutsche Kinodokumentation von Bernhard und Michael Grzimek aus dem Jahr 1956.

## Handlung
Der Film erzählt von der immer weiter voranschreitenden Zerstörung der afrikanischen Natur- und Tierwelt durch die stetig anwachsende und sich ausbreitende menschliche Zivilisation und kritisiert diese, wie auch die dortige Wilderei. Verschiedene Tierarten, hauptsächlich um den Eduardsee, werden gezeigt, aber auch im dortigen Regenwald lebende Ureinwohner, die „Bambuti“ (ein Pygmäenvolk), werden vorgestellt.

## Hintergrund
Der Film orientiert sich nur sehr lose am 1954 erschienenen gleichnamigen Buch beziehungsweise hat mit diesem, bis auf die mahnende Kernaussage, wenig gemein. Letzteres handelt in erster Linie davon, wie sich Bernhard Grzimek im Belgisch-Kongo auf die Suche nach neuen Tieren für den Frankfurter Zoo begibt, einige fängt und nach Frankfurt transportiert, darunter auch ein Okapi, welche das erste in Deutschland darstellte. Michael wollte dieses Buch seines Vaters in Farbe verfilmen und somit reisten die beiden für Filmaufnahmen wieder nach Afrika in den nordöstlichen Kongo, den Sudan, nach Uganda, Kenia und Tanganjika.
Damit Michael den Film fertigstellen konnte, musste ein Kredit über 100.000 DM aufgenommen werden und des Weiteren verbürgte sich die staatliche Filmbürgschaftsstelle nur für die Hälfte der gesamten Kosten des Films. Viele Filmfachleute, die die Dokumentation vor der offiziellen Veröffentlichung zu sehen bekamen, bemängelten, dass die Tiere dort „zu friedlich“ gezeigt würden, da man von bisherigen Afrikafilmen beispielsweise Szenen mit Raubtieren auf Beutezug oder andere Tierarten, die Menschen angreifen, gewohnt war. Auch lehnte ein Münchener Filmverleih die Produktion zunächst ab.
Walt Disney hatte 1956 ebenfalls einen Dokumentarfilm (Geheimnisse der Steppe) über die Tierwelt Afrikas produziert, dieser sollte parallel zu Grzimeks Film in den Kinos laufen und war ebenfalls bei den Internationalen Filmfestspielen von Berlin 1956 vertreten. Am letzten Tag der Berlinale wurde Kein Platz für wilde Tiere in einem Kino am Kurfürstendamm gezeigt. Bernhard und Michael Grzimek hatten für den Vormittag dieses Tages die Presse in den Zoologischen Garten Berlin geladen, jedoch erschienen keinerlei Journalisten. Schließlich, bei der Uraufführung, begann das Publikum mitten im Film, während einer Szene, in der drei Giraffen vor dem Abendhimmel entlangziehen, zu applaudieren. Grzimeks Produktion wurde überraschenderweise ein Erfolg, sowohl die Jury als auch das Publikum zogen ihn der US-amerikanischen Konkurrenz von Disney vor. Kein Platz für wilde Tiere wurde weltweit in 63 Ländern gezeigt, in einem Münchener Kino blieb er zwölf Wochen lang im Programm. Die südafrikanische Zensur wollte die Doku zunächst kürzen, nach Zeitungsprotesten entschied jedoch der Innenminister, dass der Film dort unzensiert gezeigt werde.
Bernhard und Michael Grzimek boten den Teil ihres Filmerlöses der englischen Verwaltung von Tanganjika an, die damit Land aufkaufen sollte, um die dortigen Schutzreservate zu vergrößern, da die britische Regierung beschlossen hatte, den Serengeti-Nationalpark um ein Drittel verkleinern zu wollen. Dieses Angebot wurde abgelehnt, stattdessen wurden die Grzimeks vom Direktor des Nationalparks, Peter Molloy, eingeladen, die Tierwanderungen in der Serengeti zu untersuchen. Aus dieser Forschungsreise entstand daraufhin Michael und Bernhard Grzimeks zweite Kinodokumentation, Serengeti darf nicht sterben.
Wie auch beim nachfolgenden Film, zeichnete bei Kein Platz für wilde Tiere Wolfgang Zeller für die Filmmusik verantwortlich, eingespielt wurde sie vom Deutschen-Film-Orchester unter Leitung von Eberhard Soblick. Die Zeichentrickaufnahmen zu Beginn des Films stammen vom Bremer Atelier H. Koch.

## Auszeichnungen
- 1956: zwei Goldene Bären (in den Kategorien Internationaler Dokumentarfilm und Publikumspreis)
- 1956: Bundesfilmpreis

## Kritiken
„Dokumentarfilm, der sich eindringlich für die Rettung der Tierschutzgebiete in Afrika einsetzt. Tierkundlich interessant, preisgekrönt in Farbgebung und Kameraarbeit. Weniger überzeugend: der Kommentar.“

„Dokuklassiker von Bernhard Grzimek. Nie wurde der Zoologe, Verhaltensforscher und Buchautor Bernhard Grzimek müde, für die Erhaltung der Natur in Afrika zu kämpfen. Zusammen mit seinem Sohn, dem Kameramann Michael […], fing er beeindruckende Bilder ein, die die zerstörerische Kraft der Zivilisation anprangern. Dafür erhielten sie bei den Filmfestspielen in Berlin 1956 unter anderem (wie passend!) den Goldenen Bären.“

„‚Kein Platz für wilde Tiere‘ ist als Dokumentarfilm ein echter Meilenstein, der sich eindringlich für die Rettung der Tierschutzgebiete in Afrika einsetzt. In beeindruckender Farbgebung und Kameraarbeit wird die zerstörerische Kraft der Zivilisation dargestellt. 1956 wurde die Dokumentation bei den Berliner Filmfestspielen mit zwei Goldenen Bären preisgekrönt. Das mutige Plädoyer hat nach wie vor seine Berechtigung und wirkt als Warnung noch bis heute nach!“

## DVD-Veröffentlichung
- Serengeti darf nicht sterben und Kein Platz für wilde Tiere. Universal Family Entertainment 2004